# ثورنثويت
تشارلز وارن ثورنثوايت (بالإنجليزية: Charles Warren Thornthwaite)‏‏ (7 مارس 1899 - 11 يونيو 1963) هو عالم جغرافي وعالم مناخ أمريكي، قام بوضع تصنيفين مناخيين، الأول عام 1931، والثاني عام 1948 والذي ما زال معمولاً به عالمياً حتى الآن.

## روابط خارجية
- ثورنثويت على موقع الموسوعة البريطانية (الإنجليزية)